# 명목민족
명목민족(titular nation)은 땅이나 정치체의 이름의 어원인 민족이나 국민 정체성을 가진 집단이다.
소련의 공화국들은 명목민족의 이름을 따왔으며 중화인민공화국의 소수민족 자치 지역, 다게스탄 및 구 우크라이나 지역을 제외한 러시아의 공화국도 명목민족의 이름을 따왔다.